# Socol
Socol (in serbo Сокол?, Sokol oppure Соколовац, Sokolovac, in ungherese Nérasolymos) è un comune della Romania di 2043 abitanti, ubicato nel distretto di Caraș-Severin, nella regione storica del Banato.
Il comune è formato dall'unione di 5 villaggi: Baziaș, Câmpia, Pârneaura, Socol, Zlatița.
Il comune, situato in zona di confine sulle rive del Danubio, è ufficialmente bilingue: sia il romeno che il serbo vengono usati nelle documentazioni ufficiali e nella segnaletica.